# Лейк-Мадаваска
Лейк-Мадаваска (англ. Lake Madawaska) — водохранилище на реке Мадаваска, образуется плотиной ГЭС Арнпрайор рядом с одноименным городом. Было создано в 1976 году.

## Климат
В окрестностях озера преобладают смешанные леса. Регион находится в субарктической климатической зоне, из-за чего среднегодовая температура в регионе — 5 °C. Самым тёплым месяцем является июль, когда средняя температура составляет 20 °C, а самым холодным — январь с температурой −14 °C Среднегодовая норма осадков — 979 миллиметров. Самым дождливым месяцем является июнь, в среднем 124 мм осадков, а самым сухим — март, 46 мм осадков.
| Климатограмма Лейк-Мадаваска                         | Климатограмма Лейк-Мадаваска | Климатограмма Лейк-Мадаваска | Климатограмма Лейк-Мадаваска | Климатограмма Лейк-Мадаваска | Климатограмма Лейк-Мадаваска | Климатограмма Лейк-Мадаваска | Климатограмма Лейк-Мадаваска | Климатограмма Лейк-Мадаваска | Климатограмма Лейк-Мадаваска | Климатограмма Лейк-Мадаваска | Климатограмма Лейк-Мадаваска |
| ---------------------------------------------------- | ---------------------------- | ---------------------------- | ---------------------------- | ---------------------------- | ---------------------------- | ---------------------------- | ---------------------------- | ---------------------------- | ---------------------------- | ---------------------------- | ---------------------------- |
| Я                                                    | Ф                            | М                            | А                            | М                            | И                            | И                            | А                            | С                            | О                            | Н                            | Д                            |
| 78 −13 −15                                           | 57 −10 −15                   | 46 −2 −9                     | 89 9 −1                      | 78 19 9                      | 124 24 12                    | 73 24 15                     | 101 23 14                    | 108 20 10                    | 97 12 1                      | 47 5 −4                      | 81 −6 −12                    |
| Температура в °C • Сумма осадков в мм Источник: НАСА |                              |                              |                              |                              |                              |                              |                              |                              |                              |                              |                              |

## Фауна

### Рыба
Озеро является местом ловли различной рыбы.
| Название          | Изображение |
| ----------------- | ----------- |
| Светлопёрый судак |             |
| Малоротый окунь   |             |
| Большеротый окунь |             |